# Idioma kiliwa
El idioma kiliwa es la lengua del pueblo kiliwa, que habita en el noreste del estado mexicano de Baja California. Por su número de hablantes, es la lengua indígena con menos hablantes en México y, por lo tanto, es la más amenazada de las lenguas indígenas mexicanas. Los hablantes de kiliwa son todos adultos. La migración y otros factores sociales han contribuido a que la lengua sea altamente vulnerable.

## Clasificación lingüística
El kiliwa forma parte del grupo de lenguas yumanas, que forma la mayor agrupación de la familia yumana-cochimí. En algunas fuentes, la lengua kiliwa es incluida, con el resto de la familia yumano-chochimí, en la hipótesis hokana, sin embargo, los especialistas más recientemente han coincidido en que no hay evidencia suficiente para considerar que esta hipótesis es válida.

## Distribución geográfica
El territorio tradicional del kiliwa era el norte de la península de California. La expansión de los mestizos por la región, provocó que los kiliwas se replegaran en zonas alejadas de la región. En 1958, obtuvieron una dotación ejidal en la zona de Arroyo de León, municipio de Ensenada (Baja California). En esa comunidad se asientan los dos principales linajes kiliwas: los Ochurte y los Espinoza. Allí también radican los últimos hablantes de esta lengua, que en 2019 eran 3 personas.

## Inventario fonológico
El inventario fonológico del kiliwa es:
|             | Bilabial | Coronal | Palatal | Velar | Labiovelar | Uvular | Glotal |
| ----------- | -------- | ------- | ------- | ----- | ---------- | ------ | ------ |
| Nasal       | p        | t       |         | k     | kʷ         | ʔ      |        |
| Oclusiva    |          |         | t͡ʃ      |       |            |        |        |
| Africada    |          | s       |         | x     | xʷ         |        | h, hʷ  |
| Aproximante |          | l       | j       |       | w          |        |        |
| Nasal       | m        | n       | ɲ       |       |            |        |        |

Existen vocales cortas y largas, estas son: a, e, i, o, u, aa, ee, ii, oo, uu.